# Ständehaus (Karlsruhe)

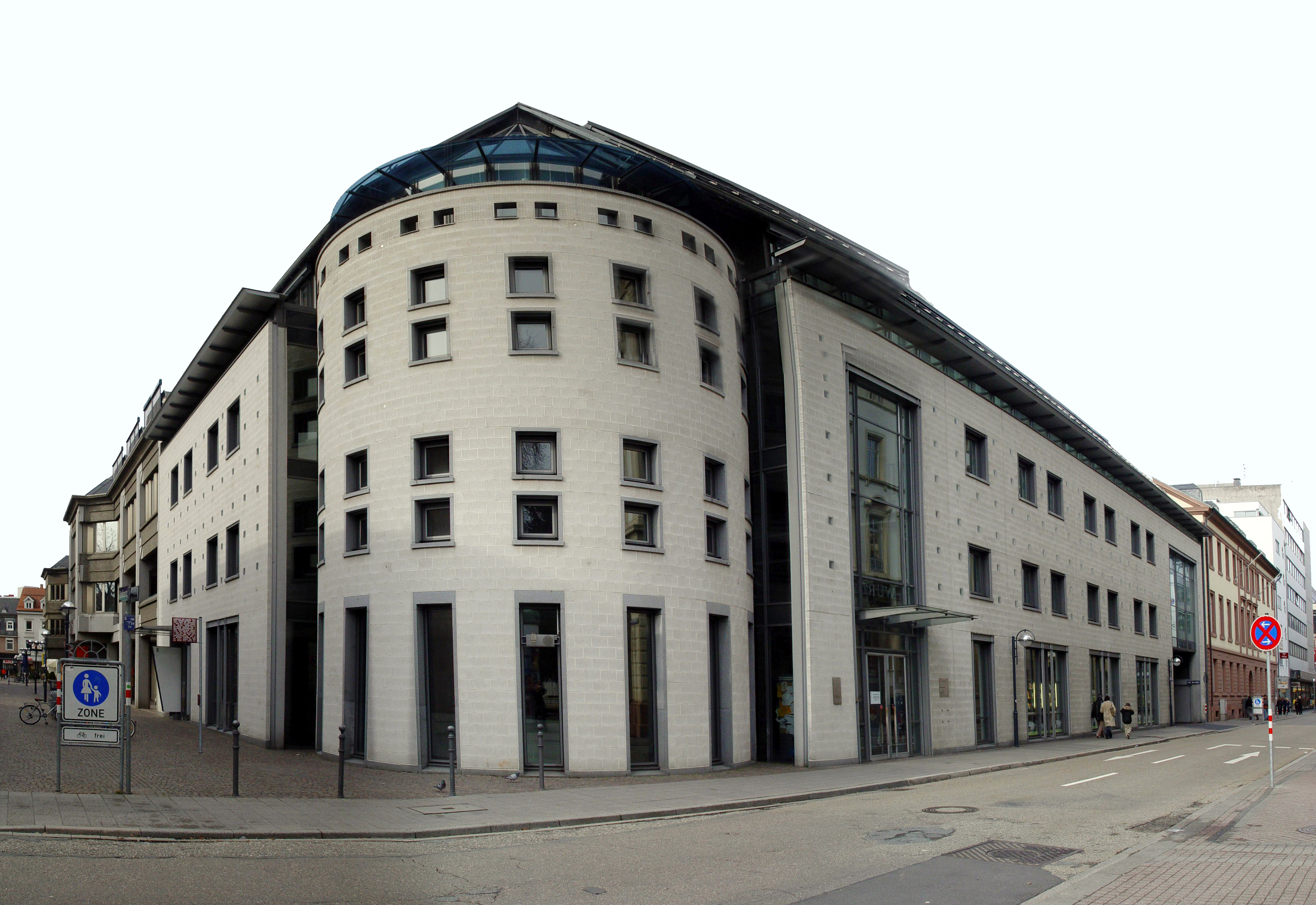
Neues Ständehaus

Das Ständehaus Karlsruhe war der erste Parlamentsneubau in Deutschland. Es beherbergte von 1822 bis 1918 die Badische Ständeversammlung, von 1919 bis 1933 den Landtag der Republik Baden.
Das Gebäude wurde von Friedrich Weinbrenner und Friedrich Arnold entworfen und am 2. November 1822 eröffnet, nachdem am 16. Oktober 1820 die Grundsteinlegung erfolgt war. Die badische Volksvertretung zog an diesem Tag vom Schloss in das Ständehaus und tagte dort das letzte Mal am 16. Mai 1933. Am 14. Oktober 1933 wurde der badische Landtag von der nationalsozialistischen Regierung aufgelöst. Am 27. September 1944 wurde das Ständehaus bei einem Luftangriff stark beschädigt und schließlich 1961 abgerissen. 1979 baute man auf dem freien Gelände ein katholisches Dekanatszentrum und nutzte ein Drittel als Parkplatz.
Im März 1991 beschloss die Stadt einen Neubau des Ständehauses, das nach zweijähriger Bauzeit am 21. August 1993 eröffnet wurde und nun die Stadtbibliothek beherbergt. Das neue Gebäude wurde von Jürgen Schroeder entworfen und architektonisch dem alten Ständehaus von 1822 nachempfunden. An die frühere Nutzung als Parlament erinnert heute eine „Erinnerungsstätte Ständehaus“.